# تپه کوسه‌وند
تپه کوسه وند مربوط به مفرغ است و در شهرستان کرمانشاه، بخش مرکزی، دهستان بالادربند، حدود ۸۰۰ متری شمال و شمال شرق روستای کوسه وند واقع شده و این اثر در تاریخ ۱۵ دی ۱۳۸۷ با شمارهٔ ثبت ۲۴۱۴۵ به‌عنوان یکی از آثار ملی ایران به ثبت رسیده است.